# Jebsen Rocks
Die Jebsen Rocks sind eine Reihe von Klippenfelsen im Archipel der Südlichen Orkneyinseln. Sie verteilen sich über eine Länge von 800 m in ost-westlicher Ausdehnung 800 m nördlich des Jebsen Point vor der Westküste von Signy Island. 
Der norwegische Walfängerkapitän Petter Sørlle kartierte sie zwischen 1912 und 1913. Wissenschaftler der britischen Discovery Investigations nahmen 1933 Vermessungen und die Benennung vor. Sie benannten die Felsen in Anlehnung an die Benennung des Jebsen Point. Dessen Namensgeber sind wahrscheinlich Bernhard und Wilhelm Jebsen, Walfangunternehmer aus dem norwegischen Bergen, deren Schiff Tioga im Jahr 1913 unweit dieser Landspitze sank.